# リンウッド・バークレイ
リンウッド・バークレイ（Linwood Barclay、1955年 - ）は、アメリカ生まれのカナダの小説家、ユーモア作家、元コラムニスト。2007年に上梓した『失踪家族』は、カナダのみならず世界中でベストセラーとなった。

## 経歴
1955年、コネチカット州ダリエンに、父・ムリエルと母・エヴァレットの間に生まれる。父はプロのイラストレーターで、トロントのウィリアム・R・テンプルトン・スタジオから仕事を得たのを機に、一家は1959年にカナダへ移住した。1966年、休暇を取った一家は、オンタリオ州のキャンプ地ボブケイジョンで、父が肺癌で亡くなるまでの約5年を過ごした。
オンタリオで育った作家、ロス・マクドナルドの作品にインスパイアされ、子供の頃から推理小説を書くことに興味があることを自覚していた。高校卒業後、ピーターボロにあるトレント大学で文学を学んだ。同大学の教員の1人が作家のマーガレット・ローレンスだった。大学在学中にマクドナルドと手紙のやり取りをしたことで、より奮起した。2人は一度だけ対面し、その時ミラー（マクドナルドの本名）は自著に"For Linwood, I hope, someday outwrite me." とメッセージを入れてくれた。
大学を卒業はしたものの、書いた小説が売れることはなく、1981年に地元の新聞社『トロント・スター』に就職した。1993年、同紙のコラムニストだったゲイリー・ローテンスが亡くなったのに伴い、彼の跡を継いで週に3回のユーモア・コラムの担当となった。また、自身の記事や短編集3冊をポッドキャストで公開した。2004年から2007年にかけて、仕事のかたわら、日中は新聞社のコラムニストの仕事をする探偵ザック・ウォーカーが主人公のコメディ・ミステリを上梓、イングランドで刊行されるとそこそこヒットした。
ブレイクしたのは2007年、『失踪家族』（原題：No Time for Goodbye ）を上梓するや、国内外で100万部の売り上げに早々に達し、一躍ベストセラー作家に躍り出た。著書のプロモーションのため、2008年9月まで1年間の休暇を取り、少し早い6月28日に最後のコラムをしたため、『トロント・スター』を辞職した。2012年に上梓した"Trust Your Eyes" は、イギリスの眼鏡メーカースペックセイバーズがスポンサーを務めていたクライム・スリラー・アウォーズで最終候補になった。アメリカでは、同作は激しい入札の末にハリウッド・スタジオが版権を獲得した（バークレイが雑誌『バラエティ』の表紙に登場するほどの熱狂ぶりだったという）。
『崩壊家族』（原題：Too Close to Home ）は、アーサー・エリス賞長編部門を受賞した。
オンタリオ州のオークビルに妻と暮らして30年以上になる。

## 作品リスト
ノンフィクションNon-fiction
- Last Resort: A Memoir (2000) - スティーヴン・リークック・メモリアル・メダル・ユーモア賞最終候補

ユーモア
- Mike Harris Made Me Eat My Dog
- Father Knows Zilch: A Guide for Dumbfounded Dads
- This House Is Nuts!

小説
| 邦題           | 原題                | シリーズ                      | 刊行年 | 刊行年月  | 訳者     | 出版社             |
| -------------- | ------------------- | ----------------------------- | ------ | --------- | -------- | ------------------ |
| 救いようがない | Bad Move            | ザック・ウォーカー シリーズ 1 | 2004年 | 2014年3月 | 長島水際 | ヴィレッジブックス |
|                | Bad Guys            | ザック・ウォーカー シリーズ 2 | 2005年 |           |          |                    |
|                | Lone Wolf           | ザック・ウォーカー シリーズ 3 | 2006年 |           |          |                    |
|                | Stone Rain          | ザック・ウォーカー シリーズ 4 | 2007年 |           |          |                    |
| 失踪家族       | No Time For Goodbye |                               | 2007年 | 2010年8月 | 高山祥子 | ヴィレッジブックス |
| 崩壊家族       | Too Close to Home   |                               | 2008年 | 2013年6月 | 高山祥子 | ヴィレッジブックス |
|                | Fear the Worst      |                               | 2009年 |           |          |                    |
|                | Never Look Away     |                               | 2010年 |           |          |                    |
|                | The Accident        |                               | 2011年 |           |          |                    |
|                | Clouded Vision      |                               | 2011年 |           |          |                    |
|                | Trust Your Eyes[6]  |                               | 2012年 |           |          |                    |
|                | Never Saw it Coming |                               | 2013年 |           |          |                    |
|                | A Tap on the Window |                               | 2013年 |           |          |                    |